# 佐藤清
佐藤 清（さとう きよし、1956年2月21日 - ）は、アマチュア野球指導者・元選手（投手、内野手）である。

## 人物・来歴

### 現役時代
天理高等学校では、2年生の夏から甲子園に3度出場。2年生時、1972年夏の選手権では同期のエース金森道正を擁し、四番打者・一塁手として準決勝に進出するが、この大会で優勝した津久見の水江正臣に抑えられ敗退。1973年春の選抜は投手として、金森との二本柱で準々決勝に進み、鳴門工の高橋周司と投げ合うが、0-2で完封負け。同年夏の選手権では三番打者・投手として青森商、中京商を連続完封するが、3回戦で植松精一らのいた静岡高に敗れる。
1974年に早稲田大学に進学し内野手に転向。同年は早大に山倉和博、法大には植松、江川卓、金光興二らが入学している。東京六大学野球リーグでは1974年春季リーグで優勝したが、佐藤の活躍の場はなく、その後は法大の全盛期となって優勝には届かなかった。
2年生となった1975年春季リーグ戦から一塁手の定位置を獲得、いきなり慶大の後藤寿彦と首位打者争いを演じた。1976年秋の早慶2回戦では1試合3本塁打のリーグタイ記録（早慶戦記録）だけでなく2塁打・3塁打を放ち、1試合17塁打のリーグ記録を打ち立てた。この記録は現在も破られていない。東京六大学野球史上最長身の194cmの巨体を利した豪快な打撃で、リーグ通算78試合出場、277打数76安打、打率.274、14本塁打、47打点を記録、ベストナイン（一塁手）にも2回選出されている。山倉以外の大学同期にはエースの道方康友（日本鋼管 - JFE東日本元監督・城西国際大で佐藤の下コーチを務める）、二塁手の岡村猛らがいた。
卒業後は社会人野球の日本生命に進み、1978年の都市対抗に初出場。1回戦で東京六大学野球のライバルであった日本石油の鎗田英男から逆転本塁打を放ち注目を浴びる。同年の第25回アマチュア野球世界選手権日本代表に選出されている。1985年の都市対抗では4本塁打を放ち、決勝で東芝に逆転勝ち、チームの初優勝に貢献した。1990年の日本選手権でも活躍。新谷博の好投もあって決勝では日本石油を降し初優勝。この大会では優秀選手に選出された。引退後はコーチも務めた。
愛称はマックス。由来は『8時だョ!全員集合』の巨大着ぐるみキャラクター「ジャンボマックス」から。

### 早大野球部監督時代、その後
1995年に母校である早大の第15代監督に就任した。
早大監督時代の選手育成能力は高く評価されており、荒井修光、三澤興一、藤井秀悟らのプロ選手のほか多くの教え子が社会人野球で活躍した。特にかずさマジックの元主砲・矢口健一は、浪人を経て一般入学であったがグラウンド整備に使うトンボとグラウンドの塀を使って素振りさせるなど独特の指導で長距離打者の素質を開花させた。このほか日本文理大学を大学選手権優勝に導いた中村壽博、母校・三本松高校を甲子園出場に導いた田中成明（後に佐藤の下、城西国際大でコーチ）らも門下生である。
1999年3月に監督を退任。早大では4年8シーズンにわたって指揮を執ったが、勝率差で優勝を逃すこと2回、法大・明大に阻まれて優勝は果たせなかった。佐藤の後を受けた野村徹は、就任直後の1999年春季リーグ戦での優勝を、清の指導のおかげであるとして感謝を忘れなかった。
その後は社業の傍ら選抜高等学校野球大会の選考委員などを務め、2007年から城西国際大学硬式野球部の監督に請われて就任、9年ぶりにユニフォームに袖を通した。2010年のドラフト会議にて、黒沢翔太が千葉ロッテマリーンズから育成1位で指名を受けて入団。2015年には春季リーグ優勝を飾り、大学選手権に初出場すると同年のドラフト会議では支配下選手として宇佐見真吾、卒業後に社会人野球へ進んだ野川拓斗も指名された。2019年春は大学選手権に出場してベスト8、秋は関東地区大学野球選手権大会を制して明治神宮野球大会に初出場するとベスト4進出を果たした。
2021年3月末で城西国際大学の監督を退任し、翌4月より早稲田摂陵高校野球部の監督に就任した。